# Ministro del Interior (España)
El ministro del Interior es el máximo responsable del Ministerio del Interior y, como tal, dirige todos los servicios del Departamento y ejerce el mando superior de las Fuerzas y Cuerpos de Seguridad del Estado. Asimismo, es la máxima autoridad del país en materia de seguridad ciudadana, protección civil, tráfico y prisiones, siendo responsable de impulsar, coordinar y desarrollar las políticas del Gobierno en dichos ámbitos.
Igualmente, es también el máximo responsable en materia de fabricación, comercio, tenencia y uso de armas. Asimismo, supervisa la política de prevención del blanqueo de capitales y de la financiación del terrorismo, siendo el ministro competente para proponer al Consejo de Ministros las sanciones necesarias. También ejerce la superior dirección de las emergencias radiológicas y de otro tipo, que se declaren de interés nacional. En caso de declaración de interés nacional, el jefe de la Unidad Militar de Emergencias asumirá la dirección y coordinación operativa de las actuaciones a realizar en la zona siniestrada bajo la dirección del ministro. Por último, también es responsable de la buena marcha de los procesos electorales y consultas populares, el régimen de los partidos políticos y todo lo relativo a protección internacional.
El ministro del Interior es nombrado por el rey, a propuesta del presidente del Gobierno, y no posee límite de mandatos. Es miembro del Consejo de Seguridad Nacional y del Consejo de Defensa Nacional, y preside los consejos de Política de Seguridad, Nacional de Protección Civil y Superior de Tráfico, Seguridad Vial y Movilidad Sostenible.

## Historia
La figura del ministro del Interior nace en España con la Constitución de Cádiz, en 1812, que establece un departamento ministerial dedicado al gobierno interior del Reino, el Ministerio de la Gobernación. Aunque originalmente eran dos ministros, uno para la España peninsular y otro para Ultramar, eventualmente las funciones del segundo quedaron integradas en el primero.
El gobierno interior del Reino abarcaba desde la política municipal y las obras públicas e hidráulicas, a la educación, las ciencias y la cultura, pasando también por correos y postas así como sanidad y navegación, entre otras muchas. Peculiarmente, no estaba entre sus funciones la seguridad pública, que era responsabilidad del ministro de Justicia y que adquiriría posteriormente.
Los nuevos ministerios que fueron naciendo durante la segunda mitad del siglo xix, en especial el Ministerio de Fomento —en 1847—, le liberó de multitud de sus responsabilidades, centrándose durante este y el siguiente siglo en cuatro ramos principales: seguridad pública, sanidad, comunicaciones y política municipal y regional. Las tres últimas las perdió durante la segunda mitad del siglo xx, estableciendo como ámbito principal de actuación la seguridad pública, que abarca no solo las fuerzas de seguridad, si no las tareas de control de fronteras, protección civil, tráfico y prisiones, así como algunas especiales como son las relativas a elecciones y protección internacional.

## Dependencias
Dependen directamente del ministro los siguientes órganos:
- La Secretaría de Estado de Seguridad, órgano que asiste al ministro en el ejercicio del mando de los cuerpos de seguridad así como en las relaciones internacionales del Departamento y extranjería.
- La Secretaría General de Instituciones Penitenciarias, órgano responsable de la gestión del sistema español de prisiones.
- La Subsecretaría de Interior, órgano que gestiona los servicios comunes del Departamento y dirige las políticas gubernamentales en materia electoral, de partidos políticos, protección internacional, protección civil y apoyo a las víctimas del terrorismo.
- El Gabinete, que asiste de forma inmediata al ministro y, en concreto, es responsable de la supervisión de los servicios de protocolo y de la programación de las relaciones institucionales e internacionales, cuando haya de intervenir directamente la persona titular del Ministerio.
- La Oficina de Comunicación, que asume las competencias relativas a la comunicación oficial del Departamento.

## Titulares
| Inicio                  | Finalización            | Nombre                                                                         | Partido                                 |
| ----------------------- | ----------------------- | ------------------------------------------------------------------------------ | --------------------------------------- |
| 12 de diciembre de 1975 | 5 de julio de 1976      | Manuel Fraga Iribarne Ministro del Interior y la Gobernación simultáneamente   |                                         |
| 5 de julio de 1976      | 5 de abril de 1979      | Rodolfo Martín Villa Ministro de la Gobernación                                | UCD                                     |
| 5 de abril de 1979      | 2 de mayo de 1980       | Antonio Ibáñez Freire                                                          | Militar, (en un gobierno de UCD)        |
| 2 de mayo de 1980       | 2 de diciembre de 1982  | Juan José Rosón Pérez                                                          | UCD                                     |
| 2 de diciembre de 1982  | 11 de julio de 1988     | José Barrionuevo Peña                                                          | PSOE                                    |
| 11 de julio de 1988     | 24 de noviembre de 1993 | José Luis Corcuera Cuesta                                                      | PSOE                                    |
| 24 de noviembre de 1993 | 5 de mayo de 1994       | Antoni Asunción Hernández                                                      | PSOE                                    |
| 5 de mayo de 1994       | 4 de mayo de 1996       | Juan Alberto Belloch Julbe Ministro del Interior y de Justicia simultáneamente | PSOE                                    |
| 4 de mayo de 1996       | 27 de febrero de 2001   | Jaime Mayor Oreja                                                              | PP                                      |
| 27 de febrero de 2001   | 9 de julio de 2002      | Mariano Rajoy Brey                                                             | PP                                      |
| 9 de julio de 2002      | 17 de abril de 2004     | Ángel Acebes Paniagua                                                          | PP                                      |
| 17 de abril de 2004     | 11 de abril de 2006     | José Antonio Alonso Suárez                                                     | PSOE                                    |
| 11 de abril de 2006     | 11 de julio de 2011     | Alfredo Pérez Rubalcaba                                                        | PSOE                                    |
| 11 de julio de 2011     | 21 de diciembre de 2011 | Antonio Camacho Vizcaíno                                                       | PSOE                                    |
| 21 de diciembre de 2011 | 3 de noviembre de 2016  | Jorge Fernández Díaz                                                           | PP                                      |
| 4 de noviembre de 2016  | 7 de junio de 2018      | Juan Ignacio Zoido Álvarez                                                     | PP                                      |
| 7 de junio de 2018      | Actualidad              | Fernando Grande-Marlaska                                                       | Independiente (en un gobierno del PSOE) |